# George Simpson
Sir George Simpson (1787 – Montreal, 7 de setembro de 1860) foi um escócio-canadense e empregado da Hudson's Bay Company (HBC). Seu título foi Governador-em-Chefe da Terra de Rupert e dos Territórios Indígenas na América do Norte Britânica (atual Canadá) de 1821 a 1860.
George Simpson nasceu em Dingwall, Ross-shire, Escócia, o filho único de George Simpson, Sr., um escritor em Dingwall. Ele foi educado por seu pai, assistido pela avó de Sir George, Isobel Mackenzie e suas duas filhas Jean e Mary, em Dingwall, Ross-shire. Ele deve ter provavelmente nascido no início de 1792, uma vez que era colega de escola de seu "parente," Aemilius Simpson, também nascido em 1792.
Aos dezesseis anos de idade, em 1808, ele foi para Londres a fim de trabalhar na companhia açucareira de seu tio Geddes Mackenzie Simpson, a Graham and Simpson. Suas habilidades nos negócios chamaram a atenção de um cliente chamado Andrew Colville (também conhecido como Andrew Wedderburn Colvile), que era também um alto executivo da HBC. Colvile incentivou Simpson a trabalhar no escritório da HBC em Londres, e em 1821, Simpson tornou-se o Governador do Departamento Norte da Hudson's Bay Company. Simpson supervisionou a fusão da HBC com a Companhia do Noroeste em 1821, e buscou racionalizar a empresa após o término da concorrência no comércio de peles. Não quis simplesmente permanecer em Londres supervisionando as operações, durante o seu tempo nesse cargo manteve casas em Montreal e no Estabelecimento de Red River.  Foi um ávido viajante e visitou os locais de comércio de peles em toda a América do Norte.  Um incansável encarregado, ele levou a sua equipe de trabalho a extremos, com a finalidade de viajar o mais rápido possível de um posto de comércio a outro.
Em reconhecimento por seu incansável trabalho na HBC, Simpson foi feito cavaleiro pela rainha Vitória em 1841. O rio Simpson na Colúmbia Britânica e o passo de Simpson na região de Sunshine Village receberam esse nome em sua homenagem, uma vez que ele foi um dos primeiros europeus a viajar através da região, em sua viagem para o Pacífico em 1841.
Simpson casou com sua prima, a filha de Geddes Mackenzie Simpson. Frances Ramsay Simpson, em 1830, com quem teve cinco filhos: George Geddes 1832, Frances Webster 1833, Augusta D'Este 1841; Margaret Mackenzie 1843, e John Henry Pelly 1850. Em outras uniões ele teve mais sete filhos: Maria Louisa 1815, Isabella 1817, Maria 1822, James Keith 1823, George Stewart 1827, e John Mackenzie 1829. Os descendentes desses filhos destacaram-se no Canadá nos campos do comércio de peles, agricultura, medicina, política, e militar. 
Simpson morreu em Montreal em 1860 e está sepultado no cemitério Mount Royal.